# هوسپریز
هوسپریز (به چکی: Hospříz) یک منطقهٔ مسکونی در جمهوری چک است که در ناحیه ییندریخوف هرادتس واقع شده‌است. هوسپریز ۸٫۵۹ کیلومتر مربع مساحت و ۳۶۹ نفر جمعیت دارد و ۵۲۵ متر بالاتر از سطح دریا واقع شده‌است.